# کافه کورتو
کافه کورتو یک نوشیدنی الکلی کافئین دار ایتالیایی است که از یک شات اسپرسو با مقدار کمی لیکور، معمولاً گراپا و گاهی سامبوکا یا براندی تشکیل شده است. همچنین (خارج از ایتالیا) به عنوان اسپرسو کورتو نیز شناخته می‌شود.